# Wolna emisja monet
Wolna emisja monet – zasada emisji monetarnej polegająca na nieograniczonym przebijaniu na monetę, wg ustawowych standardów, metali szlachetnych przynoszonych do mennicy przez osoby prywatne. Za czynność przebicia kruszcu na monetę z reguły pobierana jest pewna opłata. Przeciwnie też, każda osoba prywatna może użyć państwowych monet kruszcowych – złotych lub srebrnych, do przetopienia w sztaby czy wyroby jubilerskie.
Dwudziestowiecznym przykładem wolnej emisji monet złotych w II Rzeczypospolitej było prawo pozwalające na przebijanie złota pochodzącego od osób prywatnych na złote monety 10 i 20 złotych z Bolesławem Chrobrym z datą roczną na monecie 1925.
W Wielkiej Brytanii w drugiej połowie XIX w. operacja przebijania kruszcu na monetę państwową odbywała się bez opłat, tzn. na koszt państwa.